# Pedestal

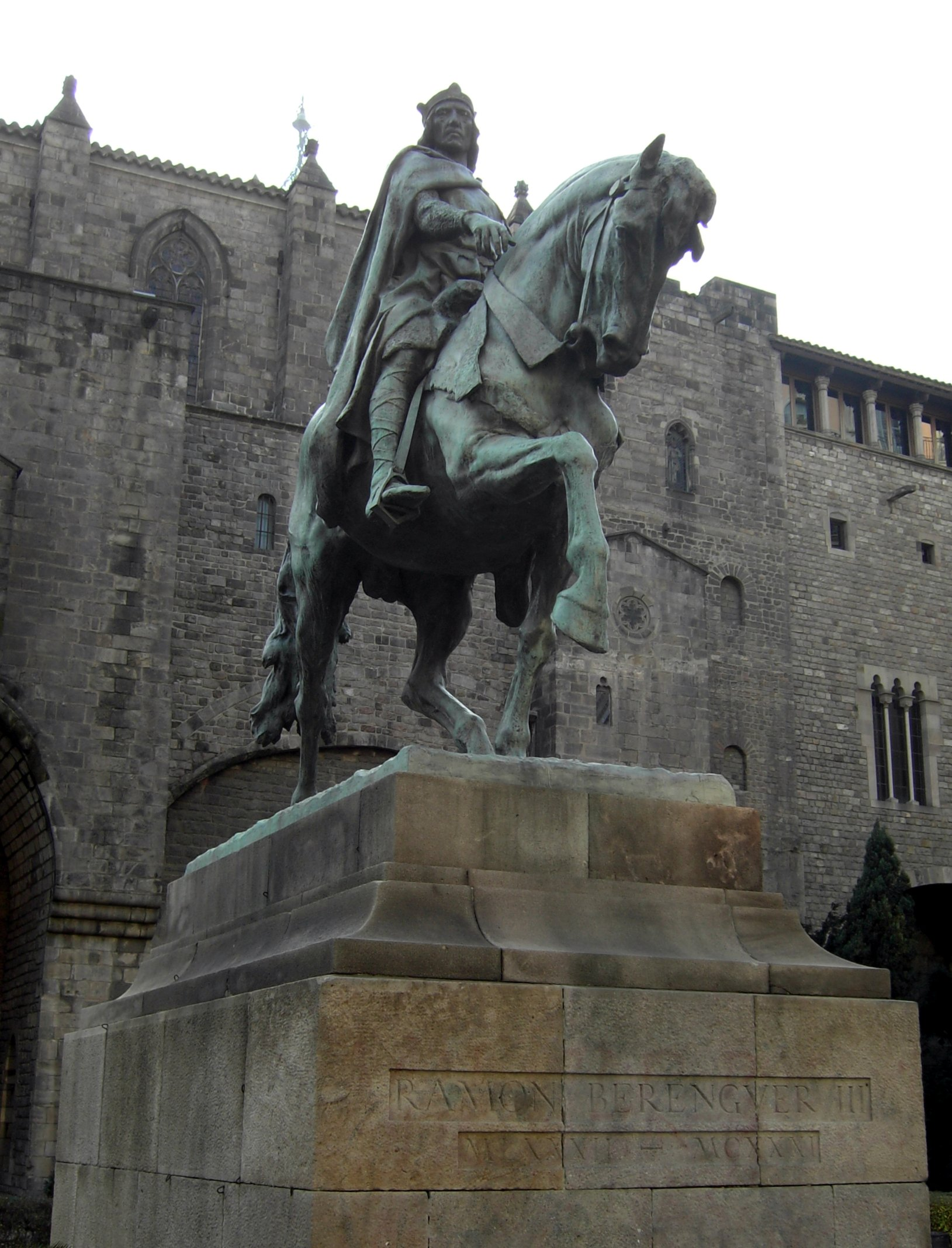
Pedestal i escultura A Ramon Berenguer III de Josep Llimona i Bruguera a Barcelona.

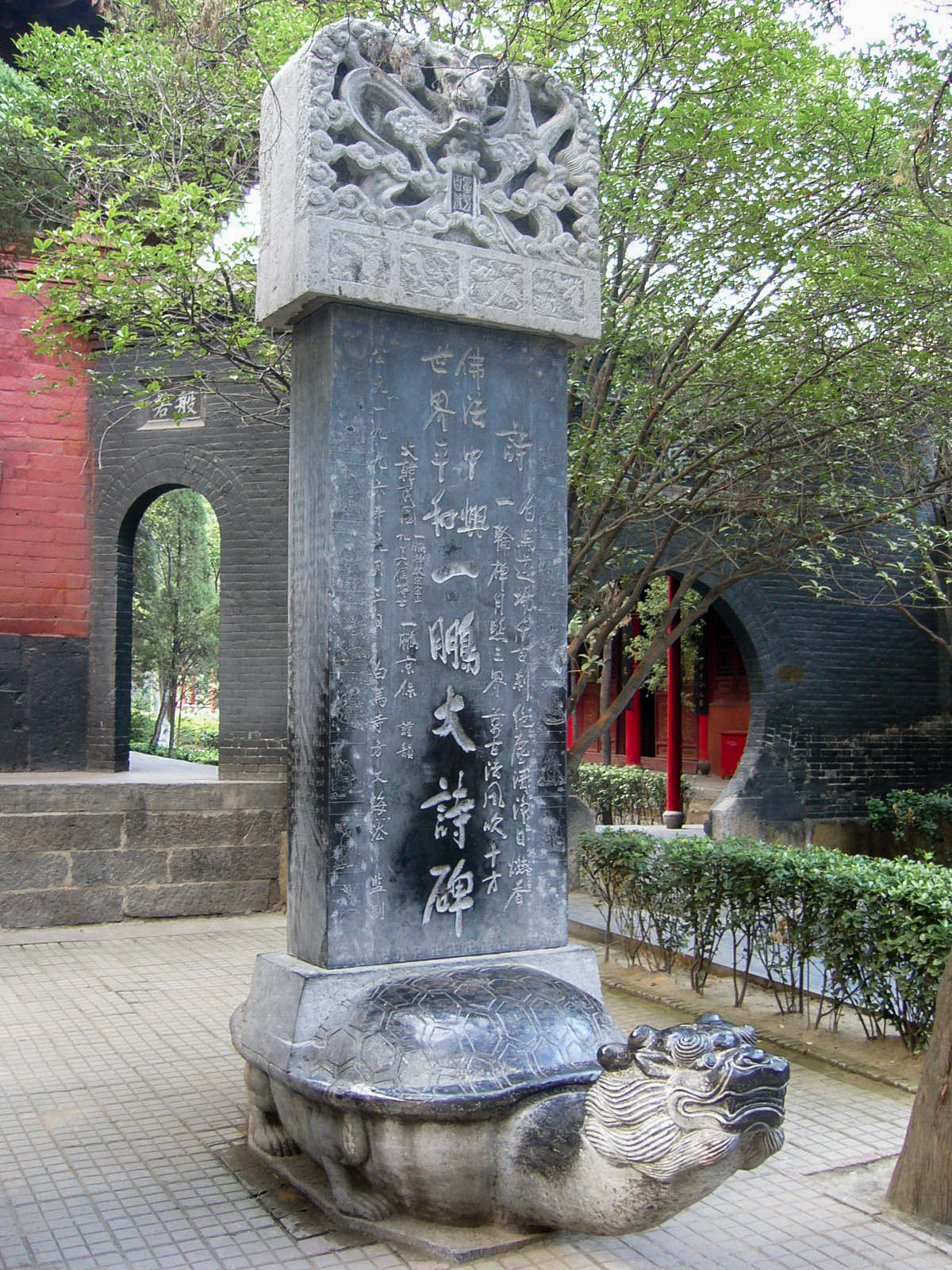
A la Xina el Bixi mitològic ha estat utilitzat tradicionalment com a pedestal.

Un pedestal o base és un element arquitectònic destinat a sostenir una estàtua o bé un element prismàtic que conforma la part inferior d'una columna. Quan el pedestal és corregut, i sustenta una sèrie de columnes, s'anomena estilobat i pot estar adornat amb motllures. El pedicle és quan la base funciona com a peu, o xicoteta columna, que es recolza un objecte major que ella, per exemple, una pica baptismal o un púlpit.

## Història
Tot i que a Síria, Àsia Menor i Tunísia els romans ocasionalment van aixecar les columnes dels seus temples o propil·les en estructures quadrades, a Roma es van emprar només per donar major importància a les columnes aïllades, com les de Trajà i Antoní, o com a Podi a les columnes utilitzades decorativament en els arcs triomfal romans.
Els arquitectes del renaixement italià, però, van concebre la idea que no hi havia cap ordre complet sense pedestal, i que els encàrrecs eren utilitzats per dividir i decorar un edifici en diverses històries, es va realitzar i es va formar la cornisa del pedestal. Els llindars de les seves finestres, o, en arcades obertes, al voltant d'una pista, la barana de l'arcada. Sembla que també han considerat que l'altura del pedestal hauria de correspondre en la seva proporció amb la de la columna o la pilastra que suportava; així, a l'església de Sant Joan del Laterà, on l'ordre aplicat és de dimensions considerables, el pedestal és de 13 peus (4.0 m) d'alt en lloc de l'altura ordinària de 5 peus (1.5 m).
A la Xina imperial, una tortuga de pedra anomenada bixi s'utilitzava tradicionalment com a pedestal d'una estela important, especialment les associades als emperadors. Segons la versió de 1396 de la normativa emesa pel fundador de la dinastia Ming, l'emperador Hongwu, la més alta noblesa (les del gong i el hou) i els funcionaris de les 3 primeres files van ser elegibles per a les pastilles funeràries basades en Bixi, mentre que menors -Les esteles de les mandarines de nivell havien de reposar sobre simples peanyes rectangulars.